# Ongaku Musik
Ongaku Musik ist ein Label in der elektronischen Musikszene, das 1992 von Ata Macias und Heiko Schäfer gegründet wurde. Beide arbeiten hauptberuflich als DJs und waren  Mitbegründer des Plattenladens Delirium in Frankfurt am Main. 
Nebenbei betreibt Ata den Offenbacher Club Robert Johnson.
Das Wort Ongaku entstammt der japanischen Sprache und bedeutet Musik.
Auf diesem Label entstanden 1993 die beiden Sublabels Playhouse und Klang Elektronik, nachdem das Team Verstärkung von Jörn Elling Wuttke, Roman Flügel, Matthias Westerweller und Susanne Koch erhielt.   

## Diskografie (Auswahl)

### Ongaku
- F.E.O.S. vs MSO – Our Music
- Roman Flügel – Tracks on delivery

### Klang Electronic
- Jacek Sienkiewicz – Slope EP
- Eight Miles High – Katalog
- Johannes Heil – Freaks R Us
- Alter Ego – Why Not?!

### Playhouse
- Blaze – Lovelee Dae
- Isolée – beau mot plage
- Losoul – open door
- Rework – Fall right now
- John Tejada & Arian Leviste – Fairfax Sake
- Ricardo Villalobos – Alcachofa